# Sebastiano Luperto
Sebastiano Luperto (ur. 6 września 1996 w Lecce) – włoski piłkarz, występujący na pozycji obrońcy we włoskim klubie Empoli FC, do którego jest wypożyczony z SSC Napoli. Wychowanek Lecce, w trakcie swojej kariery grał także w takich zespołach, jak Napoli, Pro Vercelli oraz Crotone. Młodzieżowy reprezentant Włoch.